# 稀管菌属
稀管菌属（学名：Sparsitubus）是多孔菌科下的一个属。

## 下属物种
本属包括以下物种：
- 莲蓬稀管菌 Sparsitubus nelumbiformis L.W.Hsu & J.D.Zhao